# 游埠溪

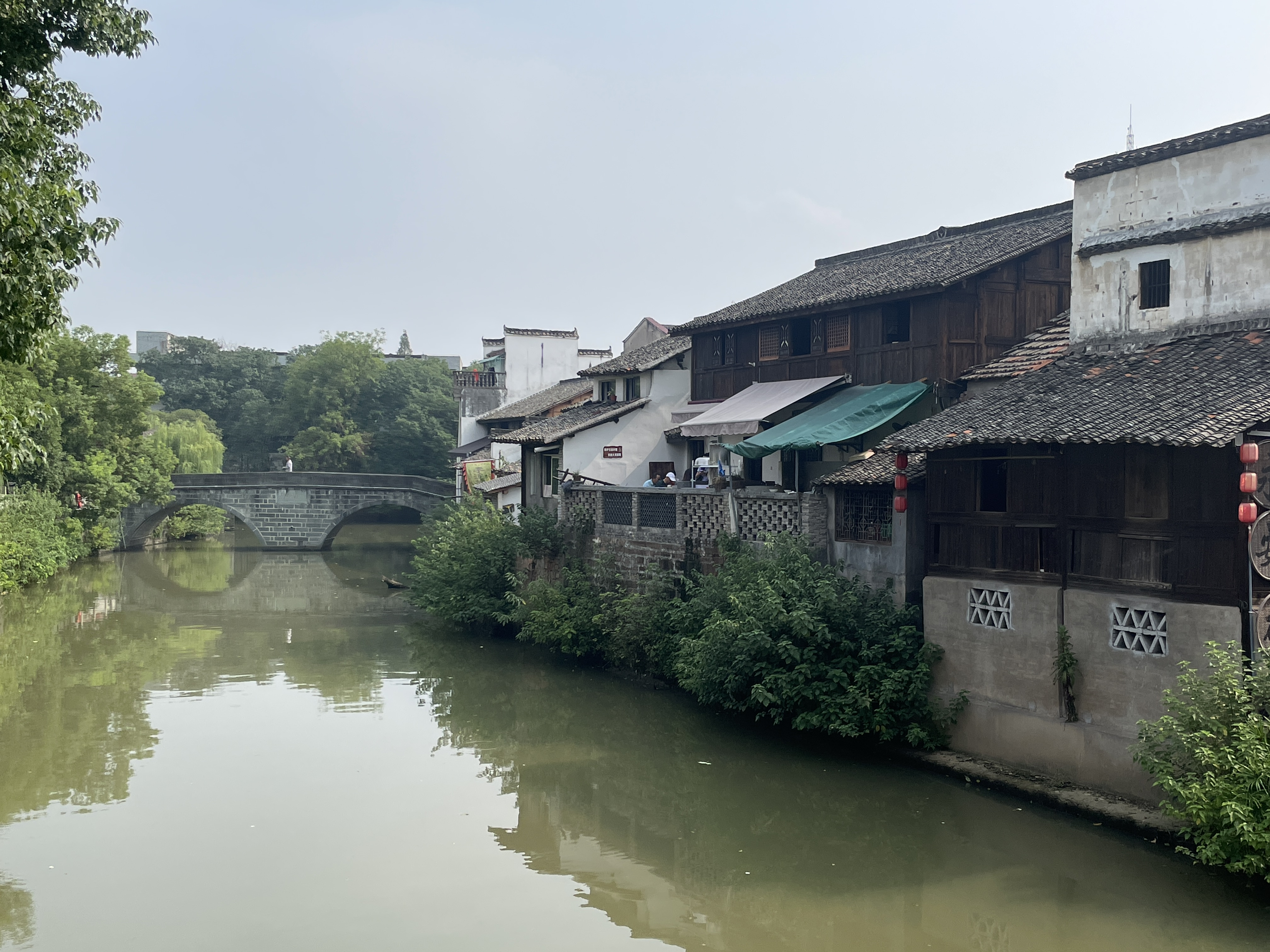
游埠溪于游埠古镇境内

游埠溪，位于中华人民共和国浙江省西部的一条河流，是衢江左岸支流，发源于衢州市龙游县横山镇新宅村西北白岭，向东北流经建德市大慈岩镇狮山村、里叶村，于兰溪市诸葛镇万田村转东南流，流经诸葛镇、游埠镇等地，于游埠镇分为两支，一支向东南于裘家村以南汇入衢江，一支向东北于郎家社区划船塘汇入衢江。河长36.1千米，流域面积162.4平方千米。上游沿岸的诸葛村、长乐村保存有较为完整的明清民居建筑群，被列为第四批全国重点文物保护单位。